# Rhacophorus bimaculatus
Rhacophorus bimaculatus es una especie de ranas que habita en las Filipinas.
Esta especie está en peligro de extinción por la pérdida de su hábitat natural.